# Moviment Polític Cristià Europeu
El Moviment Polític Cristià Europeu (ECPM) és un partit polític europeu que aglutina organitzacions d'arreu d'Europa que comparteixen polítiques influenciades pel cristianisme, seguint en gran part els ideals de la democràcia cristiana. Els partits membres són generalment socialment conservadors i euroescèptics.
El partit es va fundar el novembre de 2002 a Lakitelek, Hongria. Va escollir la seva primera junta el gener de 2005, i es va registrar als Països Baixos el setembre de 2005. L'any 2010 l'ECPM va ser reconegut oficialment com a partit polític europeu pel Parlament Europeu. El primer president de l'ECPM va ser Peeter Võsu del Partit dels Democristians Estonians (EKD).

## Partits membres

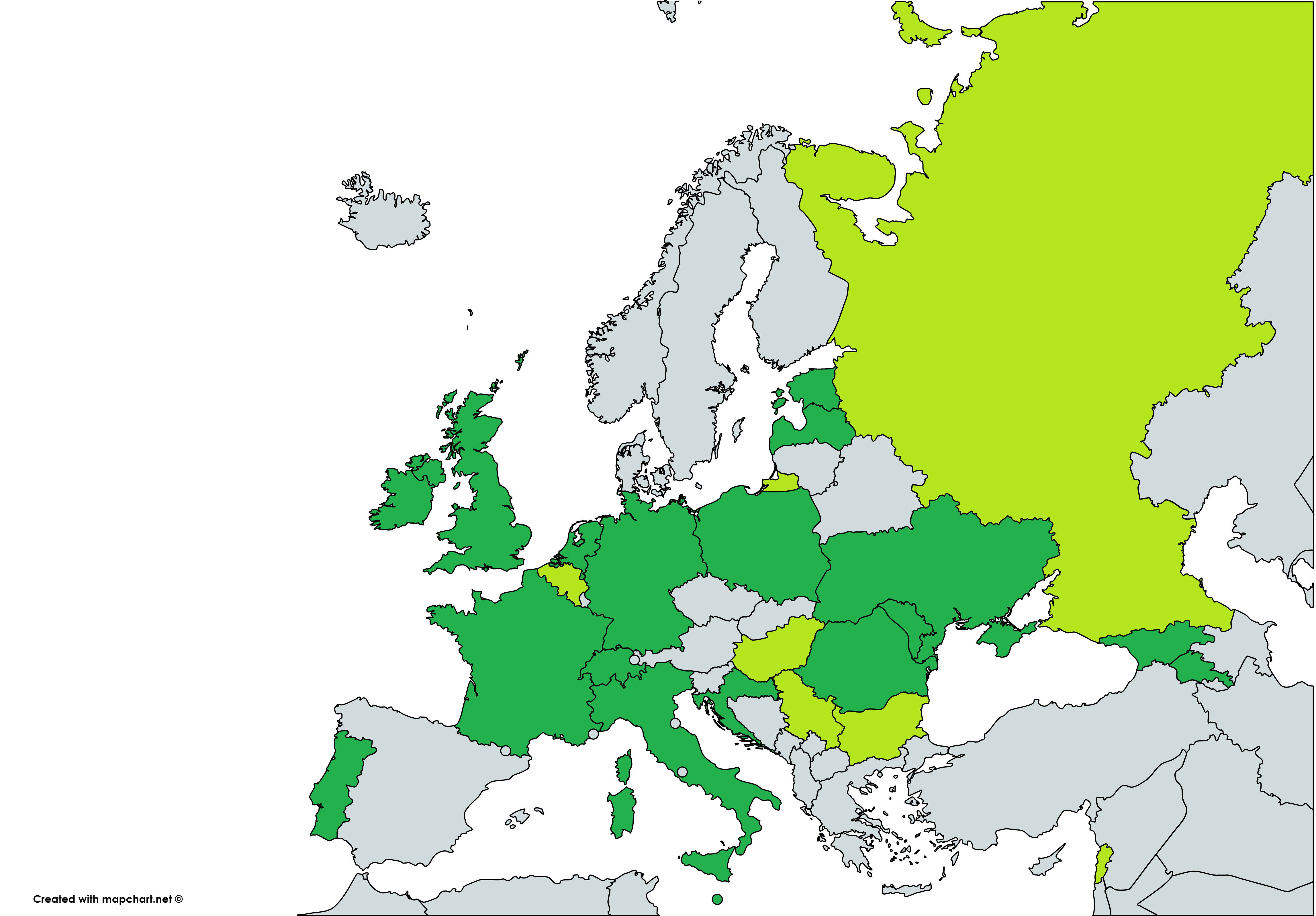
Estats amb partits membres
Estats amb partits associats

| Estat              | Partit                                         | Abr.      | Eurodiputats  | Diputats      |
| ------------------ | ---------------------------------------------- | --------- | ------------- | ------------- |
| Àustria            | Partit Cristià d'Àustria                       | CPÖ       | –             | –             |
| França             | VIA, la Veu del Poble                          | VIA       | –             | –             |
| Alemanya           | Aliança C - Cristians per a Alemanya           | AUF & PBC | –             | –             |
| Alemanya           | Partit de les Famílies d'Alemanya              | FAMILIE   | 1 / 96        | –             |
| Hongria            | Márton Gyöngyösi (Jobbik)                      | IND       | 1 / 21        | – 8 / 199     |
| Irlanda            | Aliança de la Dignitat Humana                  | HDA       | –             | 1 / 60(senat) |
| Itàlia             | Identitat i acció                              | IDeA      | –             | –             |
| Letònia            | Poder sobirà                                   | SV        | –             | –             |
| Lituània           | Partit de la Democràcia Cristiana de Lituània  | LKDP      | –             | –             |
| Malta              | ABBA                                           | ABBA      | –             | –             |
| Moldàvia           | Partit Popular Democristià                     | PPCD      | Fora de la UE | –             |
| Països Baixos      | Unió Cristiana                                 | CU        | 1 / 26        | 5 / 150       |
| Països Baixos      | Partit Polític Reformat                        | SGP       | 1 / 26        | 3 / 150       |
| Macedònia del Nord | Partit Conservador Integra-Macedoni            |           | Fora de la UE | –             |
| Polònia            | Unió de la Política Real                       | UPR       | –             | –             |
| Polònia            | Dreta de la República                          | PR        | –             | –             |
| Portugal           | Partit Popular Monàrquic                       | PPM       | –             | –             |
| Romania            | Unió Democràtica d'Eslovacs i Txecs de Romania | DUSCR     | –             | 1 / 329       |
| Romania            | Partit Nacional Democristià Agrari             | PNȚ-CD    | 1 / 33        | –             |
| Eslovàquia         | Unió Cristiana                                 | KÚ        | –             | 2 / 150       |
| Espanya            | Amb tu més                                     | Mas       | –             | –             |
| Espanya            | Valors                                         | Valores   | –             | –             |
| Suïssa             | Partit Evangèlic Suís                          | EVP – PEV | Fora de la UE | 2 / 200       |
| Ucraïna            | Unió Democristiana                             | ХДС       | Fora de la UE | –             |

### Eurodiputats membres en la X Legislatura
| Estat         | Partit                                                                    | Escons | Eurodiputat          |
| ------------- | ------------------------------------------------------------------------- | ------ | -------------------- |
| Països Baixos | Unió Cristiana (CU) ChristenUnie                                          | 1 / 26 | Peter van Dalen      |
| Països Baixos | Partit Polític Reformat (SGP) Staatkundig Gereformeerde Partij            | 1 / 26 | Bas Belder           |
| Eslovàquia    | Unió Cristiana (KÚ) Kresťanská únia                                       | 1 / 13 | Branislav Škripek    |
| Alemanya      | Aliança C - Cristians per a Alemanya Bündnis C – Christen für Deutschland | 1 / 96 | Arne Gericke         |
| Polònia       | Llei i Justícia (PiS) Prawo i Sprawiedliwość                              | 1 / 51 | Kazimierz Ujazdowski |
| Polònia       | Dreta de la República Prawica Rzeczypospolitej                            | 1 / 51 |                      |

Els sis eurodiputats es van asseure amb el grup dels conservadors i reformistes europeus (ECR).